# Cheilinus lunulatus

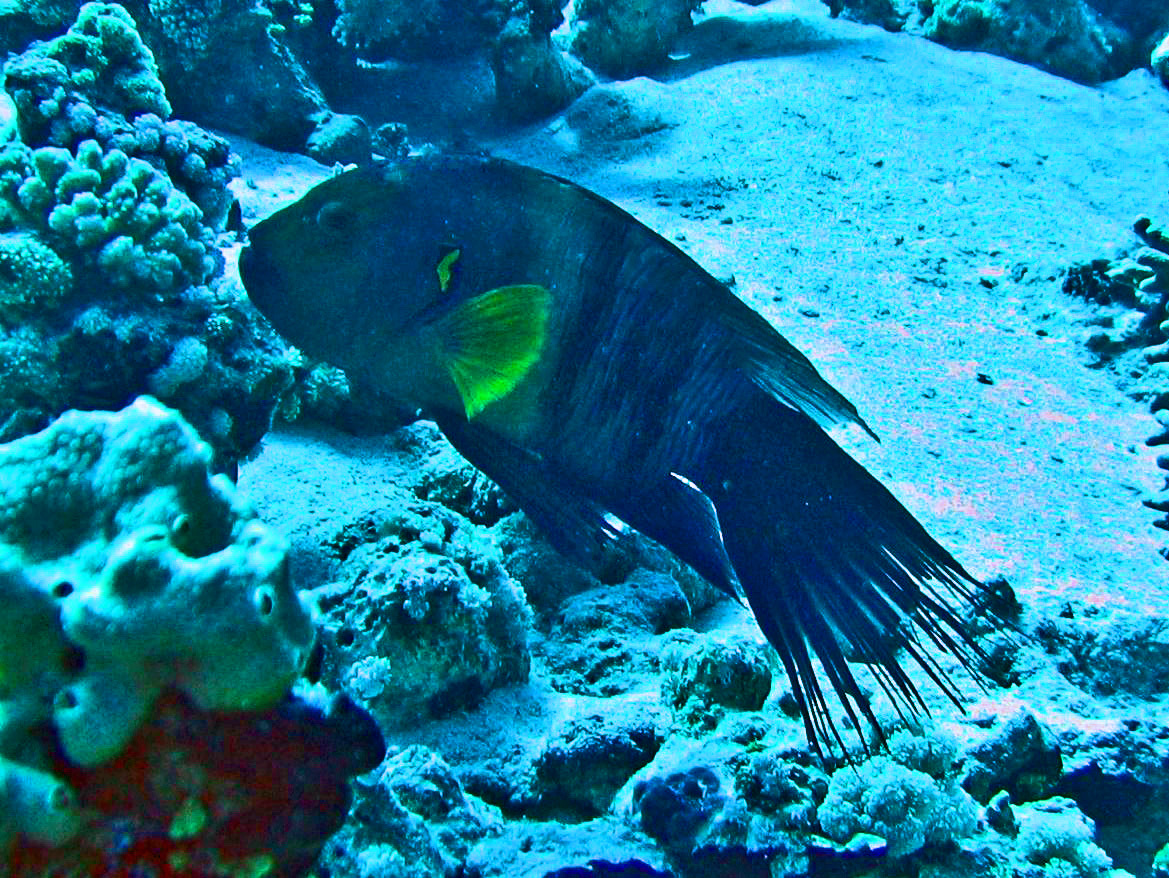
C. lunulatus

Cheilinus lunulatus (Forsskål, 1775) è un pesce marino appartenente alla famiglia Labridae.

## Distribuzione e habitat
Proviene dalle barriere coralline dell'oceano Indiano e del Mar Rosso, in particolare dal Golfo di Oman, Seychelles, dalle coste di Somalia, Eritrea e Gibuti. Si trova anche nelle zone ricche di vegetazione acquatica come le praterie di fanerogame marine solitamente non al di sotto dei 45 m di profondità.

## Descrizione
L'aspetto di questa specie varia molto tra gli esemplari giovani e gli adulti. I primi hanno un corpo compresso lateralmente, con la testa dal profilo appuntito e una colorazione prevalentemente grigiastra con diverse macchie bianche. La pinna caudale è grigia e ha il margine arrotondato, le pinne pettorali sono trasparenti. 
Gli adulti, invece, sono quasi completamente verdi scuri, eccetto una fascia chiara verticale a volte presente poco dietro la testa, la quale ha un profilo molto schiacciato, con la mandibola prominente. La loro pinna caudale è nera, formata da tanti filamenti, mentre le pinne pettorali sono giallastre. La pinna dorsale e la pinna anale sono abbastanza allungate. La lunghezza massima registrata è di 50 cm, anche se di solito non supera i 35. Può vivere fino a 19 anni.

## Biologia

### Comportamento
Nuota in banchi composti di solito da 4-8 esemplari.

### Alimentazione
La sua dieta, prevalentemente carnivora, è composta soprattutto da molluschi e da altre specie di invertebrati acquatici, in particolare da quelli dotati di guscio.

### Riproduzione
È un pesce oviparo, ermafrodita, e la fecondazione è esterna. Non vi sono cure verso uova e avannotti.

## Conservazione
Viene classificato come "a rischio minimo" (LC) dalla lista rossa IUCN perché la pesca di questa specie, non particolarmente rara, non sembra però essere così frequente da minacciarne la popolazione.